# Fontenay-le-Marmion
Fontenay-le-Marmion település Franciaországban, Calvados megyében. Lakosainak száma 2040 fő (2022. január 1.). Fontenay-le-Marmion Fresney-le-Puceux, Le Castelet, Castine-en-Plaine, Laize-Clinchamps és Saint-Martin-de-May községekkel határos.

## Népesség
A település népességének változása:
| Lakosok száma | 1045 | 1408 | 1375 | 1605 | 1747 | 1887 | 1930 | 1941 | 1946 | 2040 |
|               | 1968 | 1982 | 1990 | 2006 | 2013 | 2015 | 2017 | 2019 | 2020 | 2022 |